# Tresor Kandol
Tresor Osmar Kandol (30 de agosto de 1981) es un futbolista congoleño con pasaporte británico. Juega de delantero y está sin equipo.

## Biografía
Kandol responde al perfil de delantero de referencia que pidió el preparador gaditano y presenta unos números interesantes en una carrera futbolística que ha transcurrido entre la Championship y la League One, segunda y tercera división inglesa, respectivamente.
Kandol nació en Banga (República Democrática del Congo) el 30 de agosto de 1981, por lo que acaba de cumplir 29 años. Comenzó su carrera en el Luton Town Football Club y la mayor parte de su trayectoria la ha pasado en el Leeds United, club que lo ha tenido en sus filas desde enero de 2007, jugando también como cedido durante estos últimos años en el Millwall Football Club y en el Charlton Athletic Football Club.
Así,en 2009 Kandol jugó en el Leeds United, un clásico del fútbol inglés venido a menos que logró el ascenso de la Leage One a la Championship. Kandol jugó 13 partidos y marcó cuatro goles. La temporada 08-09 empezó cedido en el Millwall Football Club en la Leage One, lo que en España sería equivalente a la Segunda B, y en el mercado invernal pasó al Charlton Athletic Football Club, de la Championship, es decir, la equivalente a la Segunda División en España. Durante esa temporada disputó 35 partidos y marcó 10 goles.
En la temporada 07-08, después de que el Leeds United pagara algo menos de 300.000 euros al Barnet por su fichaje en el marcado invernal de la temporada anterior, Kandol jugó entre Liga y Copa un total de 48 partidos, logrando 11 goles. El Leeds United jugó el play-off de ascenso a Championship pero no lo logró.
Con su 1,86 metros de altura, va muy bien de cabeza y juega como delantero centro nato
En 2010 el congoleño Tresor fue delantero del Albacete Balompié desde el 5 de septiembre hasta el 24 de noviembre sin llegar a debutar.

## Selección
Kandol también fue internacional con la Selección de fútbol de la República Democrática del Congo durante un partido y tiene el pasaporte inglés, por lo que podrá actuar en el Albacete Balompié en 2010 como comunitario.